# Верховцевы
Верховцевы — русский дворянский род.
Определением Правительствующего Сената от 07.12.1882 почетный смотритель Новоладожского городского училища губернский секретарь Сергей Фёдорович Верховцев вместе с женой его Надеждой Акимовной и детьми их, сыновьями: Николаем, Михаилом, Фёдором и дочерьми: Екатериной и Марией утверждены в потомственном дворянском достоинстве, по Всемилостивейше пожалованному Сергею Верховцеву, 25.09.1882 ордену Св. Владимира IV степени, с правом на внесение в часть дворянской родословной книги (ОГ XIV, 108).
Кроме того, дворянство пожаловано Аполлону Верховцеву в 1867 году. Род Верховцевых внесён в Сборник дипломных гербов Российского Дворянства том III, стр.34.
- Верховцев, Александр Аполлонович (1837—1900) — российский инженер-железнодорожник, управляющий ряда железных дорог Российской империи, тайный советник.
- Верховцев, Леонид Аполлонович (1843—1903) — управляющий делами технического комитета Главного интендантского управления, тайный советник.

## Описание герба
В золотом щите накрест червлёные молот и чекан, окруженные зелёным дубовым венком.
Щит увенчан дворянским коронованным шлемом. Нашлемник: золотой орел с червлеными глазами и языком. Намет: справа — червлёный, слева зелёный, подложенный золотом. Девиз: «ЧЕСТЬ, ТРУД, НАУКА» червлёными буквами на золотой ленте.